# Evangelische Kirche Bethau

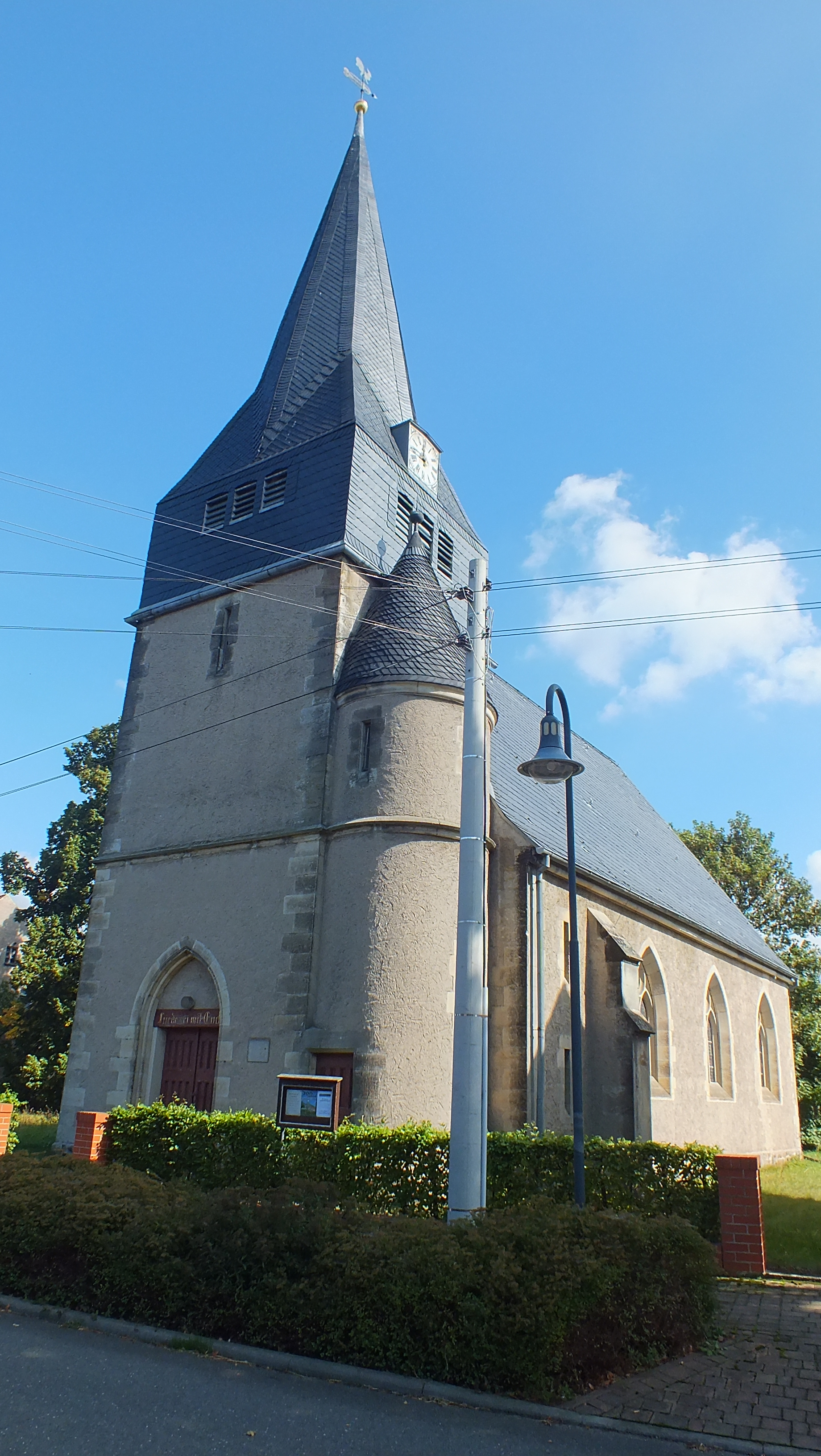
Kirche in Bethau

Die Evangelische Kirche Bethau wurde 1904/05 in Bethau, einem Ort im Landkreis Wittenberg in Sachsen-Anhalt, errichtet und steht unter Denkmalschutz.

## Beschreibung

### Gebäude
Das Kirchengebäude ist in einer Mischung aus Neogotik und Jugendstil gestaltet. Die Außenwände aus Backstein-Mauerwerk sind verputzt und mit einer aus Sandstein bestehenden Gliederung versehen. An der Westseite befindet sich ein halb eingezogener Turm. Glockengeschoss und Turmhelm sind verschiefert.

### Innenraum
Die Decke des Kirchsaals ist als verbretterte Tonne ausgeführt. Im westlichen Teil befindet sich eine dreifache Arkade zum Turmunterbau.

### Ausstattung
Ein Vortragekreuz aus dem Jahr 1715, die polygonale Kanzel aus der Zeit um 1700 und die aus dem Jahr 1796 stammende kelchförmige Taufe bilden die ältesten Ausstattungsgegenstände der Kirche. Die Orgel mit 10 Registern auf einem Manual und Pedal wurde 1905 durch die Orgelbauwerkstatt Fleischer & Kindermann in Dessau errichtet und 2004 von Rainer Wolter restauriert.
Ein auf dem Altar stehender Kruzifixus aus dem Jahr 1905 ist mit den Buchstaben „O. T.“ signiert. Die zwei Altarleuchter stammen aus dem Jahr 1817.